# Mama (canción de My Chemical Romance)

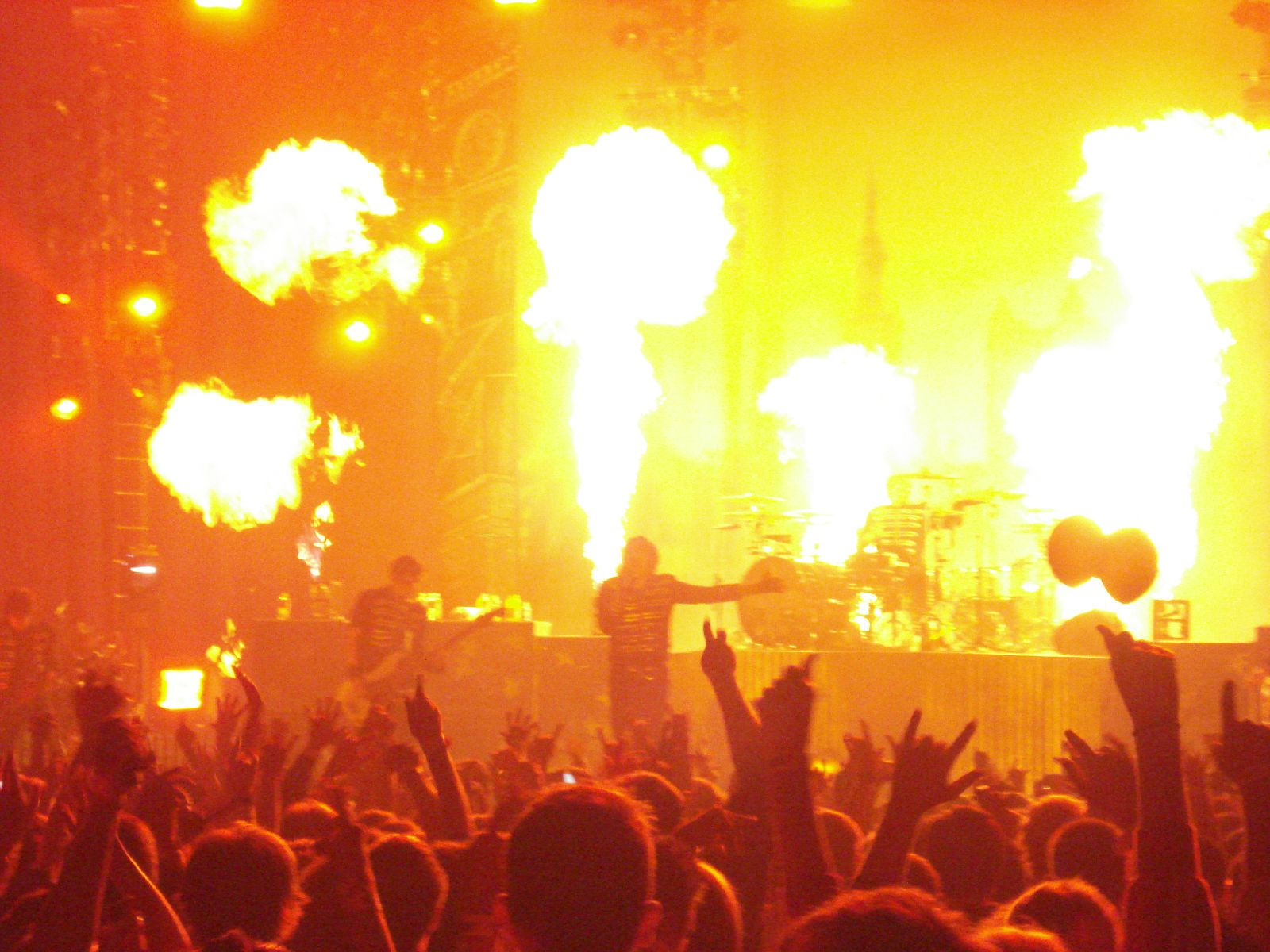
En la mayor parte de los conciertos de la gira The Black Parade World Tour se utilizaron efectos pirotécnicos. En la fotografía, el grupo interpretando “Mama” con fuego en el escenario.

«Mama» es una canción de la banda My Chemical Romance, perteneciente al álbum The Black Parade. La canción tiene un toque de polca en sus versos, y cuenta con la participación especial de la cantante estadounidense Liza Minnelli. La canción también cuenta con la colaboración con voces de fondo de la madre del guitarrista rítmico Frank Iero y del padre del vocalista Gerard Way y el bajista Mikey Way.

## Antecedentes
“Mama” fue escrita por My Chemical Romance, para su tercer álbum de estudio, The Black Parade. Way buscaba una mujer “que tenga mucho carácter, que sea bien fuerte”, entonces invitó a la cantante Liza Minnelli, quien aceptó cantar gratis y sin ningún problema. Ella representa a Mother War, un ficticio personaje del disco The Black Parade. Way dijo que su abuela Elena, así como él mismo, era fan de Minnelli, quien grabó desde Nueva York, mientras que el grupo estaba en Los Ángeles, por lo tanto, nunca se vieron en persona. Cerca de la mitad de la canción, hay una parte semejante a la canción de Pink Floyd “The trial”.
Preparándose para lanzar la canción como sencillo, el grupo fijó presentaciones de esta canción en programas de TV durante el 2007, aunque Frank Iero dijo en su página de fans en enero del 2008: “La idea para el video es genial. No quiero contarla por si la llevamos a cabo, pero no hemos hablado de hacerla pronto. No tenemos tiempo en nuestra agenda, y no sé si alguna vez se irá a hacer. Así que, veremos. No sé de dónde sacaron todos una fecha exacta, nunca dijimos nada sobre una fecha, es un rumor. Me encantaría hacerlo, solo que no sé cuándo podremos hacerlo ni cuándo tendremos tiempo” (Frank-iero.net).

## Créditos
- Gerard Way - cantante principal.
- Liza Minnelli - cantante
- Ray Toro - guitarra principal y voz de fondo.
- Frank Iero - guitarra rítmica y voz de fondo.
- Mikey Way - bajo
- Bob Bryar - batería
- James Dewees - teclado y sintetizadores.
- Jamie Muhoberac - órgano
- Linda Iero, Donald James Way, Donna Lee Way - voces adicionales.

## Apariciones en TV
- Mama aparece en un comercial de Los Soprano, del canal A&E - ver aquí